# ترلان علياربايوف
ترلان عبدالله علياربايوف (بالروسية: Тарлан Абдулла оглы Алиярбеков) (بالأذرية القديمة: ترلان عبدالله اوغلو الیاربیوو)، من مواليد 16 نوفمبر 1892، وتوفي بتاريخ 15 فبراير 1956، هو قائد عسكري سوفيتي من أصل أذري، خدم في الجيش الإمبراطوري الروسي، حيث شارك في الحرب العالمية الأولى، وكذلك شارك في الحرب الأهلية الروسية وشارك كذلك في الحرب العالمية الثانية، وبالتحديد الجبهة الشرقية.
وبعد نهاية الحرب العالمية الثانية، شارك في الحياة السياسية، واستمر ذلك حتى وفاته سنة 1956.